# معركة أرتاح
معركة أرتاح، هي معركة دارت عام 1105 بين القوات الصليبية والسلاجقة الأتراك. كان السلاجقة تحت قيادة فخر الملك رضوان من حلب، بينما كان الصليبيون تحت قيادة تانكرد، أمير الجليل، الوصي على عرش إمارة أنطاكية. انتصر الصليبيون ووصل تهديدهم حتى حلب نفسها.

## أحداث المعركة
درات معركة أرتاح بين كلًا من الصليبيين وحاكم حلب "فخر الملك رضوان"، فقد حاول رضوان أن يمنع الصليبيين تحت قيادة طنكريد وهو الوصي على إمارة أنطاكية من الاستيلاء على أرتاح. تلك القلعة الواقعة بين حلب وأنطاكية والقريبة من قرية تيزين "اليوم مسماه بقضاء حارم"، وأسفرت المعركة عن انتصار الصليبيين وتمكنوا من التقدم شرقًا في وادي العاصي، وتهديد حلب.
قام تانكرد محاولًا الاستيلاء على أرتاح، وذلك على بعد 40 كيلو متر من أنطاكية، وفجأة ضٌرب عليه الحصار، ثم جاء جيش من جيوش المسلمين تحت قيادة فخر الملك رضوان من أجل فك الحصار عن القلعة.

## المعركة
قام تانكرد بمحاولة خداع وقد نجحت، فهو أوصل فكرة الانسحاب للجيش المسلم، ثم استدر وتمكن من التغلب عليه، وصنفت على أنها من المعارك اليسيرة التي انتصر فيها الصليبيين على المسلمين.

## النتائج المترتبة
بعدما انتصر تانكرد عمل على توسيع غزواته شرق نهر العاصي ولم يلق سوى معارضة محدودة. وحدثت اشتباكات في شمال سوريا من بينها شيزر عام 1111، وتل دانيث عام 1115.